# Барнаульская ТЭЦ-3
ТЭЦ-3 — крупное энергетическое предприятие в Барнауле, ОАО "Барнаульская ТЭЦ-3", входит в Группу "Сибирская генерирующая компания" (СГК). Находится в Индустриальном районе города.

## История
Предприятие было основано в 1973 году и предназначалось для обеспечения электроэнергией и теплом завода синтетического волокна и покрытия пиковых тепловых нагрузок города. В 1976-1978 годах введены в строй первые три водогрейных котла, а в 1981-1986 годах — пять котлоагрегатов, два водогрейных котла, три теплофикационных турбогенератора: один ПТ-80 и два Т-175/210. В 1980 году построена вторая дымовая труба — высотой 230 метров. В настоящее время на ТЭЦ в эксплуатации 7 паровых (5 котлов типа БКЗ-420-140-ПТ-2 и 2 котла типа ДЕ-25) и 7 водогрейных котлов (3 котла типа ПТВМ-100 и 4 котла типа КВГМ-100.
Тепловая мощность Барнаульской ТЭЦ-3 составляет 1450 Гкал/час. С 1997 года 4 котла пиковой котельной переведены на природный газ.
В 2008 году предприятие попало в генеральную схему размещения объектов электроэнергетики до 2020 года Правительства РФ. Предполагается перейти на кузнецкий уголь, ввести дополнительный блок и выйти на общую мощность в 610 МВт.
На предприятии работает около шестисот человек.
19 января 2010 года на ТЭЦ-3 произошёл крупный пожар. Жертв и пострадавших не было.